# ターニャ・ヴィダル
ターニャ・ヴィダル（Tanya Vidal）は、アメリカ合衆国の女優である。

## 出演作品

### テレビ
- 5人の女刑事たち ザ・ディヴィジョン